# The Chinese Detective
The Chinese Detective was een Engelse televisieserie, uitgezonden door de BBC tussen 1981 en 1982. De detectiveserie is bedacht door Ian Kennedy Martin.
De hoofdfiguur in de serie is de in Engeland geboren Chinese acteur David Yip als Detective Sergeant John Ho die met nogal onorthodoxse methodes zijn werk doet.
Zijn chef bij de politie was Det. Insp. Berwick (Derek Martin). Ho ging ook vaak bij zijn vader Joe (Robert Lee) langs voor advies.
The Chinese Detective is de eerste – en enige – Britse televisieserie waarin een leidende Brits-Chinese figuur zo sterk en sympathiek optreedt. 

## Afleveringen
- Release – 1981
- Hammer And Nails - 1981
- The Four From Fulham - 1981
- Income Tax - 1981
- Washing - 1981
- Ice And Dust - 1981
- Trials - 1982
- Oblomov - 1982
- Wheels Within Wheels - 1982
- Tapdancer - 1982
- Bounty Hunter - 1982
- Chorale - 1982
- Pasts - 1982
- Secret State – 1982